# Heterosoma subnitida
Heterosoma subnitida är en skalbaggsart som beskrevs av Pouillaude 1917. Heterosoma subnitida ingår i släktet Heterosoma och familjen Cetoniidae. Inga underarter finns listade i Catalogue of Life.